# جيم دود
جيم دود (بالإنجليزية: Jim Dowd)‏ هو لاعب هوكي الجليد أمريكي، ولد في 25 ديسمبر 1968 في Brick Township, New Jersey ‏ في الولايات المتحدة.

## وصلات خارجية
- جيم دود على موقع دوري الهوكي الوطني (الإنجليزية)
- جيم دود على موقع إي إس بي إن.كوم (أن.إتش.أل) (الإنجليزية)
- جيم دود على موقع قاعة مشاهير الهوكي (لاعب أن.إتش.أل) (الإنجليزية)
- جيم دود على موقع EliteProspects.com (الإنجليزية)
- جيم دود على موقع Eurohockey.com (الإنجليزية)
- جيم دود على موقع HockeyDB.com (الإنجليزية)
- جيم دود على موقع Hockey-Reference.com (الإنجليزية)